# 부냐라
부냐라(이탈리아어: Bugnara)는 이탈리아 아브루초주 라퀼라도에 있는 코무네이다. 이탈리아에서 가장 아름다운 마을(i borghi piu' belli d'Italia) 중 한 곳이며 아름답고 역사적인 관광지가 많은 이탈리아의 작은 마을이다.

## 도심의 레이아웃
마을은 전형적인 중세 시대의 원형 모양을 취하고 있다. 모두 돌로 지어진 건물들은 다른 건물을 마주보게 지어졌다. 좁은 거리들은 성이 위치해 있는 마을의 꼭대기로 향하게 되어 있다. 마을 주변을 트라투리(tratturi)라고 하는데 이는 여름과 겨울 방목지 사이에 양때들을 위한 목가길이다. 이는 지금까지 아주 오랫동안 사용됐다.